# Kaple svatého Anděla Strážce (Domamyslice)
Kaple svatého Anděla Strážce je římskokatolická sakrální stavba v Domamyslicích, části města Prostějov.
Vznik stavby není přesně doložen. V roce 1848 ji zakoupila rodina Ševčíkova od Václava a Magdaleny Ptáčkových. V pamětech je zmíněn pouze údaj, že ji na místě božích muk vystavěl Václav Ptáček. Kaplička se nachází na jižní hranici Domamyslic u frekventované cesty do Seloutek a je architektonicky nenáročná. Hladkou fasádu člení sokl z umělého kamene, vrcholy štítů sedlové střechy zdobí dva kovové křížky. Při opravě kaple dali Ludvík a Anežka Ševčíkovi nad dveře vsadit mlynářský znak s nápisem "Obnoveno L. P. 1937". Kaple je památkově chráněna.